# Montier-en-Der

Montier-en-Der este o comună în departamentul Haute-Marne din nord-estul Franței. În 2009 avea o populație de 2.085 de locuitori.

## Evoluția populației
| An        | 1975  | 1982  | 1990  | 1999  | 2006  | 2009  |
| --------- | ----- | ----- | ----- | ----- | ----- | ----- |
| Populație | 2.144 | 2.162 | 2.023 | 2.019 | 2.091 | 2.085 |